# 馬尤尼奇
51°15′2″N 25°57′28″E / 51.25056°N 25.95778°E
馬尤尼奇（烏克蘭語：Маюничі），是烏克蘭西北部的村莊，隸屬里夫內州的瓦拉什區。該村始建於1850年，面積6.05平方公里，海拔高度166米，2001年人口127，人口密度每平方公里21人。